# ستيفن مكولي
ستيفن مكولي (بالإنجليزية: Stephen McCauley)‏ (26 يونيو 1955، بوسطن في الولايات المتحدة)؛ روائي أمريكي.